# Christer Betsholtz
Christer Betsholtz, född 11 juli 1959 i Stockholm, är en svensk professor i vaskulär biologi vid Karolinska Institutet.

## Biografi
Betsholtz växte upp i Linghem utanför Linköping och studerade medicin vid Uppsala universitet. Han avlade examen som medicine kandidat 1981 och disputerade 1986 vid Uppsala universitet på en avhandling om tillväxtfaktorn platelet-derived growth factor (PDGF) och dess roll vid cancer. Därefter blev han forskargruppsledare 1987 vid Uppsala universitet och utnämndes i samband med det till docent. År 1994 blev han anställd av Göteborgs universitet  och utnämnd till professor i medicinsk och fysiologisk kemi. Han blev 2004 professor i vaskulär biologi vid Karolinska institutets institution för biokemi och biofysik. År 2013 blev han professor i cancer- och blodkärlsforskning vid Uppsala universitet. 2017–2020 ledde han Integrated Cardio Metabolic Center (ICMC) vid Karolinska Institutet.
Hans forskning gäller bland annat VEGF och PDGF, som spelar viktiga roller i angiogenesen. Hans undersökningar var enligt Kungliga vetenskapsakademin banbrytande och rönte internationell uppmärksamhet.
Betsholtz är medförfattare till över 400 vetenskapliga artiklar som totalt har citerats över 60 000 gånger med ett h-index (2021) på 111. Han deltagit i flera publikationer i bland annat Nature som har citerats omkring eller över 1 000 gånger var.

## Utmärkelser
- 1997 - Göran Gustafssonpriset i molekylär biologi.
- 2004 - Lundbergstiftelsens medalj.
- 2004 - Invald i EMBO.[5]
- 2007 - Invald som ledamot av Kungliga Vetenskapsakademien.[6]
- 2009 - Söderbergs donationsprofessur i medicinsk forskning.[2]
- 2010 - Axel Hirschpriset i anatomi.[8]
- 2017 - Anders Jahrepriset i medicin.
- 2018 - Louis-Jeantetpriset i medicin.[5]
- 2020 - Björkénska priset.[9]
- 2021 - Eric K Fernströms nordiska pris.